# René Ramos Pazos
René Álvaro Ramos Pazos (18 de agosto de 1932-31 de marzo de 2013) fue un abogado, profesor y jurista chileno. Especialista en derecho civil, se destacó por sus numerosas publicaciones relativas a esa área del derecho, entre las que destacan sus manuales de derecho de familia y obligaciones.

## Biografía
Estudió derecho en la Facultad de Ciencias Jurídicas y Sociales de la Universidad de Concepción, logrando el Premio Universidad 1954, otorgado al mejor alumno de la carrera. Se tituló como abogado el 3 de abril de 1957.
En 1955 comenzó su carrera académica, en calidad de alumno ayudante del Seminario de Ciencias Económicas en la facultad donde estudió. Luego, fue profesor de derecho administrativo (1958) y de la asignatura "Nociones del Derecho" (1961). En 1965 obtuvo por concurso público el cargo de profesor titular de Derecho Civil de dicha casa de estudios, el cual desempeñó hasta 2012. Fue decano de la Facultad de Ciencias Jurídicas y Sociales entre 1990 y 1996.
En su alma mater también ejerció como abogado y asesor jurídico (1964), secretario general (1969), y director de la Revista de Derecho (1982). La Universidad de Concepción le otorgó en agosto de 2000 el título de profesor emérito.
Fue consejero y presidente regional del Colegio de Abogados, ejerció como abogado integrante de la Corte de Apelaciones de Concepción (1981-2011), y fue miembro de la Comisión de Estudios de la Educación Superior en Chile, designado por el presidente Patricio Aylwin en 1990. En 2007 el Consejo del Colegio de Abogados de Concepción le otorgó la calidad de "abogado emérito".
Falleció el 31 de marzo de 2013, aquejado de un cáncer. En homenaje suyo, en mayo de 2015, la biblioteca de la Facultad de Ciencias Jurídicas y Sociales de la Universidad de Concepción pasó a llamarse "Biblioteca Profesor René Ramos Pazos".

## Obras
- Derecho de familia (1993)
- De las obligaciones (1999)
- De la responsabilidad extracontractual
- Sucesión por causa de muerte (2008)

| Predecesor: Hernán Troncoso Larronde | Decano de la Facultad de Ciencias Jurídicas y Sociales de la Universidad de Concepción 1990-1996 | Sucesor: Sergio Carrasco Delgado |